# Timo Mäkinen
Timo Mäkinen (Hèlsinki, Finlàndia, 18 de març de 1938 - 4 de maig de 2017) fou un destacat pilot de ral·lis finlandès de la dècada dels 60 i 70 dels denominats "finlandesos voladors". És el pare del també pilot de ral·lis Tommi Mäkinen, guanyador 4 vegades del Campionat Mundial de Ral·lis.
La primera victòria de Timo Mäkinen fou l'any 1964 a bord d'un Mini Cooper S al Tulip Ral·li. L'any següent va aconseguir vèncer també amb un Mini al mític Ral·li de Monte-Carlo. Cal fer ressaltar també les 4 victòries aconseguides posteriorment al Ral·li dels 1000 Llacs els anys 1965, 1966, 1967 i 1973, així com les 3 consecutives al RAC Ral·li els anys 1973, 1974 i 1975.
Altres victòries d'aquest finlandès volador són el Ral·li Àrtic de 1973 o el Ral·li de Costa d'Ivori dels anys 1974 i 1976.
Es retirà l'any 1981, si bé l'any 1994, amb motiu del 30è aniversari de la victòria d'un Mini al Ral·li de Monte-Carlo, hi prengué part, però va haver d'abandonar per problemes mecànics.